# Pygopleurus lyciensis
Pygopleurus lyciensis is een keversoort uit de familie Glaphyridae. De wetenschappelijke naam van de soort is voor het eerst geldig gepubliceerd in 1971 door Petrovitz.